# Myrmica tschekanovskii
Myrmica tschekanovskii är en myrart som beskrevs av Alexander G. Radchenko 1994. Myrmica tschekanovskii ingår i släktet rödmyror, och familjen myror. Inga underarter finns listade i Catalogue of Life.